# Bluenote café
Bluenote café is een livealbum van de Canadese singer-songwriter Neil Young. Het werd uitgebracht op 13 november 2015 bij Reprise Records. Het is onderdeel van zijn Archives serie. Het album bevat livemateriaal opgenomen in 1987 en 1988 tijdens zijn This note's for you-tour met zijn begeleidingsband The Bluenotes. Vanwege gerechtelijke stappen door Harold Melvin, oprichter van de R&B-groep Harold Melvin and the Blue Notes mag Neil de naam The Bluenotes niet meer gebruiken.

## Tracklist
Alle muziek en teksten zijn geschreven door Neil Young. 
| Nr. | Titel                             | Duur |
| --- | --------------------------------- | ---- |
| 1.  | Welcome to the big room           | 7:31 |
| 2.  | Don't take your love away from me | 9:30 |
| 3.  | This note's for you               | 5:24 |
| 4.  | Ten men workin'                   | 8:27 |
| 5.  | Life in the city                  | 3:55 |
| 6.  | Hello lonely woman                | 4:46 |
| 7.  | Soul of a woman                   | 5:57 |
| 8.  | Married man                       | 3:07 |
| 9.  | Bad news comes to town            | 8:00 |
| 10. | Ain't it the truth                | 7:30 |
| 11. | One thing                         | 6:41 |
| 12. | Twilight                          | 8:03 |

| Nr. | Titel               | Duur  |
| --- | ------------------- | ----- |
| 1.  | I'm going           | 5:35  |
| 2.  | Ordinary People     | 12:50 |
| 3.  | Crime in the city   | 7:22  |
| 4.  | Crime of the heart  | 5:36  |
| 5.  | Welcome rap         | 0:36  |
| 6.  | Doghouse            | 4:08  |
| 7.  | Fool for your love  | 4:20  |
| 8.  | Encore rap          | 0:25  |
| 9.  | On the way home     | 3:01  |
| 10. | Sunny inside        | 3:44  |
| 11. | Tonight's the night | 19:26 |